# Baricitinib
Baricitinib es un fármaco inmunomodulador inhibidor de la janus quinasa  que bloquea los subtipos JAK1 y JAK2, vendido bajo la marca Olumiant entre otros. Es un medicamento que se usa para tratar la artritis reumatoide, la alopecia areata  y el COVID-19 . En la artritis reumatoide, se usa en aquellos que no están controlados por inhibidores del factor de necrosis tumoral  . Este medicamento se  toma por vía oral.
Los efectos secundarios pueden ser infecciones graves, linfoma, coágulos sanguíneos, perforación gastrointestinal y problemas hepáticos. No hay datos sobre su uso en el embarazo, aunque su uso en animales puede dañar al bebé. 
Baricitinib se aprobó para uso médico en Europa en 2017 y en los Estados Unidos en 2018. En el Reino Unido, 28 comprimidos de 2 mg cuestan al NHS unas 800 libras esterlinas a partir de 2021 . Esta cantidad en Estados Unidos cuesta unos 2.300 USD.